# The Frozen Ghost
The Frozen Ghost (bra Aparição Sinistra) é um filme estadunidense de 1945, dos gêneros mistério e horror, dirigido por Harold Young, com roteiro de Bernard Schubert, Luci Ward e Henry Sucher. 
É o quarto dos seis filmes baseados no programa de rádio Inner Sanctum.

## Sinopse
"Gregor, o Grande" é um hipnotizador teatral azarado, que depois de aparentemente causar a morte de um de seus voluntários da plateia, é forçado a se esconder. Ele acaba conseguindo um emprego em um museu de cera, onde alguns fatos assustadores acontecem.

## Elenco
- Lon Chaney, Jr. ... Alex Gregor
- Evelyn Ankers ... Maura Daniel
- Martin Kosleck ... Dr. Rudi Polden
- Elena Verdugo ... Nina Coudreau
- Tala Birell ... Valerie Monet
- Milburn Stone ... George Keene
- Douglass Dumbrille ... Inspetor Brant
- Arthur Hohl ... participante bêbado

## Recepção
O crítico e cineasta brasileiro Alex Viany, em sua coluna na revista O Cruzeiro, considerou o filme ruim, a ponto de ficar "contente" pela morte da personagem de Tala Birrell logo no início, para não ter de "suportar o resto". Para ele, nem o "galã" Lon Chaney, Jr. se salva.
Avaliação diferente fez a revista de cinema A Cena Muda, que considerou o roteiro "bem arquitetado" e o "desempenho satisfatório" do elenco, destacando Elena Verdugo e Martin Kosleck; a direção foi classificada como "razoável".